# ATP Buenos Aires
ATP Buenos Aires, španělsky Abierto de Buenos Aires, oficiálně IEB+ Argentina Open, je profesionální tenisový turnaj mužů hraný v argentinském hlavním městě Buenos Aires. Dějištěm se staly antukové dvorce Buenos Aires Lawn Tennis Clubu. Založen byl roku 1927 pod názvem Argentine Championships. V roce 1993 se stal součástí okruhu ATP Tour, v níž se od sezóny 2009 řadí do kategorie ATP Tour 250. 
Ročník 2025 se stal historicky prvním antukovým turnajem na okruhu ATP, který použil technologii elektronického čárového rozhodčího.

## Historie
V roce 1927 vznikl v argentinské metropoli Buenos Aires antukový turnaj Argentine Championships, hraný v období 1928–1987 jako kombinovaná událost mužů a žen. Poté se ženská část Argentine Open nekonala až do roku 2021, kdy se vrátila v sérii WTA 125. Mezi roky 1970–1988 probíhal mužský turnaj na okruhu Grand Prix, v ročnících 1970–1971 v nejvyšší kategorii Grand Prix Super Series. Výjimkou byly sezóny 1983–1984, 1989–1992 a 1996–2000, kdy se nehrál. Tři roky po založení okruhu ATP Tour se stal v roce 1993 jeho součástí. Nejdříve byl součástí kategorie ATP World Series (1993–1995), poté navazující ATP International Series (2001–2008) a po reformě kategorií byl v roce 2009 překlasifikován do ATP Tour 250.
ATP Buenos Aires probíhá v únorovém termínu na otevřených antukových dvorcích areálu Buenos Aires Lawn Tennis Club, ležícím v palermském barriu. Kapacita centrálního dvorce Guillerma Vilase činí 5 027 diváků. Turnaj je součástí čtyřdílné antukové série Golden Swing, konané v Latinské Americe. Do soutěže dvouhry nastupuje dvacet osm tenistů a čtyřhry se účastní šestnáct párů. Nejvyšší počet osmi singlových titulů vyhrál mezi lety 1973–1982 Argentinec Guillermo Vilas. 
V letech 2015–2023 byl turnaj pořádán pod záštitou magistrátu Buenos Aires bez hlavního sponzora. V ročníku 2024 se titulárním partnerem stala finanční skupina IEB Grupo a sponzorství obnovila také skupina Allianz.

## Přehled vývoje názvu

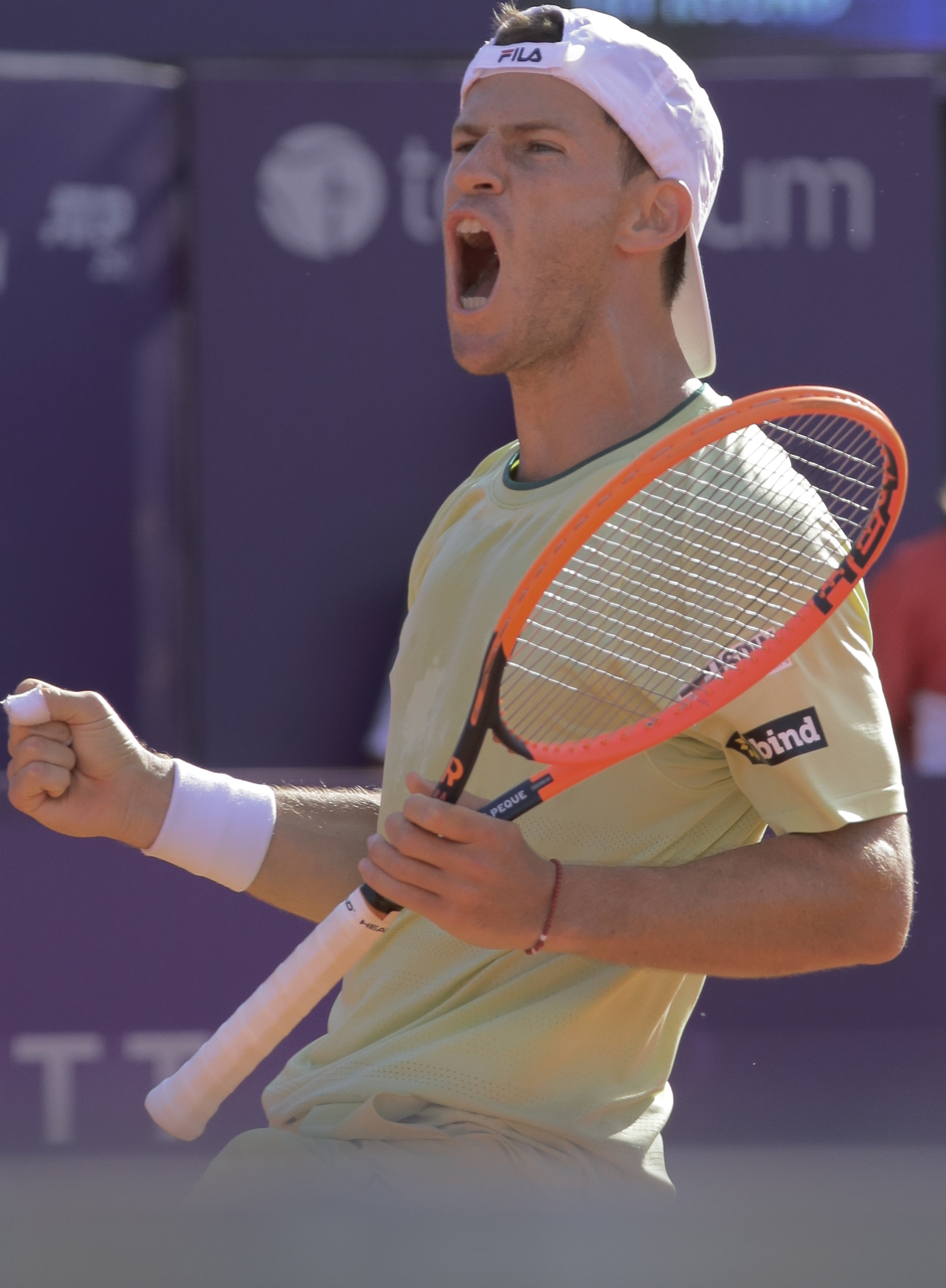
Diego Schwartzman ukončil v ročníku 2025 kariéru

| Sezóny    | název                                      |
| --------- | ------------------------------------------ |
| 1921–1967 | Argentine Championships                    |
| 1968      | South American International Championships |
| 1969–1981 | South American Open                        |
| 1982      | La Serenísima Copa Argentina               |
| 1985      | Nabisco Grand Prix                         |
| 1986      | Copa Banco Galicia                         |
| 1987      | Argentine Open                             |
| 1988      | Copa Nabisco Royal                         |
| 1993–1995 | Topper South American Open                 |
| 2001–2002 | Copa AT&T                                  |
| 2004–2005 | ATP Buenos Aires                           |
| 2006–2010 | Copa Telmex                                |
| 2011–2014 | Copa Claro                                 |
| 2015–2023 | Argentina Open                             |
| 2024–     | IEB+ Argentina Open                        |

## Přehled finále

### Dvouhra
| Rok     | vítěz                   | finalista               | výsledek                     |
| ------- | ----------------------- | ----------------------- | ---------------------------- |
| 1927    | Juan Carlos Morea       | Héctor Cattaruzza       | 6–3, 6–3, 4–6, 7–5           |
| 1928    | Ronald Boyd             | Juan Carlos Morea       | 6–4, 3–6, 6–1, 6–1           |
| 1930    | Fred Perry              | Eric Peters             | 6–4, 6–1, 6–0                |
| 1931    | Ronald Boyd             | Lucilo Del Castillo     | 11–9, 6–4, 6–2               |
| 1932    | Guillermo Robson        | Adriano Zappa           | 6–1, 6–2, 6–3                |
| 1933    | Guillermo Robson (2)    | Adriano Zappa           | 6–0, 6–3, 6–3                |
| 1934    | Guillermo Robson (3)    | Lucilo Del Castillo     | 6–1, 6–1, 4–6, 3–6, 6–4      |
| 1935    | Giorgio de Stefani      | Lucilo Del Castillo     | 10–8, 10–8, 6–1              |
| 1937    | Alcides Procópio        | Héctor Cattaruzza       | 9–11, 6–3, 6–1, 6–3          |
| 1938    | Franjo Punčec           | Josip Palada            | 2–6, 6–4, 7–5, 6–0           |
| 1939    | Alejo Russell           | Pancho Segura           | 2–6, 6–3, 4–6, 6–4, 6–1      |
| 1940    | Don McNeill             | Elwood Cooke            | 8–6, 4–6, 6–0, 6–3           |
| 1941    | Don McNeill (2)         | Jack Kramer             | 6–3, 8–6, 0–6, 7–9, 7–5      |
| 1942    | Don McNeill (3)         | Andrés Hammersley       | 6–3, 4–6, 6–2, 8–6           |
| 1943    | Don McNeill (4)         | Pancho Segura           | 6–4, 6–1, 5–7, 6–3           |
| 1944    | Enrique Morea           | Heraldo Weiss           | 6–2, 8–6, 2–6, 1–6, 6–3      |
| 1945    | turnaj se nekonal       | turnaj se nekonal       | turnaj se nekonal            |
| 1946    | Bob Falkenburg          | Enrique Morea           | 6–4, 5–7, 6–4, 3–6, 7–5      |
| 1947    | Frank Parker            | Enrique Morea           | 6–2, 6–4, 6–2                |
| 1948    | Eric Sturgess           | Vic Seixas              | 6–1, 3–6, 6–3, 6–4           |
| 1949    | Enrique Morea (2)       | Tom Brown               | 7–5, 6–3, 6–2                |
| 1950    | Enrique Morea (3)       | Ricardo Balbiers        | 4–6, 3–6, 6–2, 6–1, 6–2      |
| 1951    | Enrique Morea (4)       | Fausto Gardini          | 6–3, 6–1, 6–3                |
| 1952    | Jaroslav Drobný         | Enrique Morea           | 6–8, 6–1, 6–0, 6–2           |
| 1953    | Ernesto Della Paolera   | Eduardo Prado           | 6–2, 6–1, 3–2, AB.           |
| 1954    | Enrique Morea (5)       | Jaroslav Drobný         | 2–6, 6–3, 6–3, 6–0           |
| 1955    | Luis Ayala              | Art Larsen              | 6–2, 6–4, 0–6, 6–0           |
| 1956    | Enrique Morea (6)       | Ulf Schmidt             | 6–2, 6–1, 6–2                |
| 1957    | Luis Ayala (2)          | Enrique Morea           | 6–8, 6–4, 6–2, 6–2           |
| 1958    | Mario Llamas            | Enrique Morea           | 6–4, 9–7, 1–6, 2–6, ?        |
| 1959    | Manuel Santana          | Luis Ayala              | 6–2, 7–5, 2–6, 9–7           |
| 1960    | Luis Ayala (3)          | Manuel Santana          | 6–3, 3–6, 6–3, 7–5, 8–6      |
| 1961    | Pierre Darmon           | Enrique Morea           | 6–1, 6–1, 6–1                |
| 1962    | Jan-Erik Lundqvist      | Patricio Rodríguez      | 2–6, 6–4, 7–5, 2–6, 6–3      |
| 1963    | Nicola Pietrangeli      | Ronald Barnes           | 6–2, 4–6, 6–4, 6–3           |
| 1964    | Chuck McKinley          | Manuel Santana          | 6–4, 1–6, 4–6, 6–3, 4–5skreč |
| 1965    | Nicola Pietrangeli (2)  | Cliff Drysdale          | 6–8, 6–4, 6–0, 1–6, 7–5      |
| 1966    | Cliff Richey            | Thomaz Koch             | 6–3, 6–2, 2–6, 6–0           |
| 1967    | Cliff Richey (2)        | José Edison Mandarino   | 7–5, 6–8, 6–3, 6–3           |
| 1968    | Roy Emerson             | Rod Laver               | 9–7, 6–4, 6–4                |
| 1969    | François Jauffret       | Željko Franulović       | 3–6, 6–2, 6–4, 6–3           |
| 1970    | Željko Franulović       | Manuel Orantes          | 6–4, 6–2, 6–0                |
| 1971    | Željko Franulović (2)   | Ilie Năstase            | 6–3, 7–6, 6–1                |
| 1972    | Karl Meiler             | Guillermo Vilas         | 6–7, 2–6, 6–4, 6–4, 6–4      |
| 1973    | Guillermo Vilas         | Björn Borg              | 3–6, 6–7, 6–4, 6–6skreč      |
| 1974    | Guillermo Vilas (2)     | Manuel Orantes          | 6–3, 0–6, 7–5, 6–2           |
| 1975    | Guillermo Vilas (3)     | Adriano Panatta         | 6–1, 6–4, 6–4                |
| 1976    | Guillermo Vilas (4)     | Jaime Fillol            | 6–2, 6–2, 6–3                |
| 1977IV. | Guillermo Vilas (5)     | Wojciech Fibak          | 6–4, 6–3, 6–0                |
| 1977XI. | Guillermo Vilas (6)     | Jaime Fillol            | 6–2, 7–5, 3–6, 6–3           |
| 1978    | José Luis Clerc         | Víctor Pecci            | 6–4, 6–4                     |
| 1979    | Guillermo Vilas (7)     | José Luis Clerc         | 6–1, 6–2, 6–1                |
| 1980    | José Luis Clerc (2)     | Rolf Gehring            | 6–7, 2–6, 7–5, 6–0, 6–3      |
| 1981    | Ivan Lendl              | Guillermo Vilas         | 6–2, 6–2                     |
| 1982    | Guillermo Vilas (8)     | Alejandro Ganzábal      | 6–2, 6–4                     |
| 1983    | turnaj se nekonal       | turnaj se nekonal       | turnaj se nekonal            |
| 1984    | turnaj se nekonal       | turnaj se nekonal       | turnaj se nekonal            |
| 1985    | Martín Jaite            | Diego Pérez             | 6–4, 6–2                     |
| 1986    | Jay Berger              | Franco Davín            | 6–3, 6–3                     |
| 1987    | Guillermo Pérez Roldán  | Jay Berger              | 3–2skreč                     |
| 1988    | Javier Sánchez          | Guillermo Pérez Roldán  | 6–2, 6–4                     |
| 1983    | turnaj se nekonal       | turnaj se nekonal       | turnaj se nekonal            |
| 1992    | turnaj se nekonal       | turnaj se nekonal       | turnaj se nekonal            |
| 1993    | Carlos Costa            | Alberto Berasategui     | 3–6, 6–1, 6–4                |
| 1994    | Àlex Corretja           | Javier Frana            | 6–3, 5–7, 7–6(7–3)           |
| 1995    | Carlos Moyà             | Félix Mantilla          | 6–0, 6–3                     |
| 1996    | Buenos Aires Challenger | Buenos Aires Challenger | Buenos Aires Challenger      |
| 2000    | Buenos Aires Challenger | Buenos Aires Challenger | Buenos Aires Challenger      |
| 2001    | Gustavo Kuerten         | José Acasuso            | 6–1, 6–3                     |
| 2002    | Nicolás Massú           | Agustín Calleri         | 2–6, 7–6(7–5), 6–2           |
| 2003    | Carlos Moyà (2)         | Guillermo Coria         | 6–3, 4–6, 6–4                |
| 2004    | Guillermo Coria         | Carlos Moyà             | 6–4, 6–1                     |
| 2005    | Gastón Gaudio           | Mariano Puerta          | 6–4, 6–4                     |
| 2006    | Carlos Moyà (3)         | Filippo Volandri        | 7–6(8–6), 6–4                |
| 2007    | Juan Mónaco             | Alessio di Mauro        | 6–1, 6–2                     |
| 2008    | David Nalbandian        | José Acasuso            | 3–6, 7–6(7–5), 6–4           |
| 2009    | Tommy Robredo           | Juan Mónaco             | 7–5, 2–6, 7–6(7–5)           |
| 2010    | Juan Carlos Ferrero     | David Ferrer            | 5–7, 6–4, 6–3                |
| 2011    | Nicolás Almagro         | Juan Ignacio Chela      | 6–3, 3–6, 6–4                |
| 2012    | David Ferrer            | Nicolás Almagro         | 4–6, 6–3, 6–2                |
| 2013    | David Ferrer (2)        | Stanislas Wawrinka      | 6–4, 3–6, 6–1                |
| 2014    | David Ferrer (3)        | Fabio Fognini           | 6–4, 6–3                     |
| 2015    | Rafael Nadal            | Juan Mónaco             | 6–4, 6–1                     |
| 2016    | Dominic Thiem           | Nicolás Almagro         | 7–6(7–2), 3–6, 7–6(7–4)      |
| 2017    | Alexandr Dolgopolov     | Kei Nišikori            | 7–6(7–4), 6–4                |
| 2018    | Dominic Thiem (2)       | Aljaž Bedene            | 6–2, 6–4                     |
| 2019    | Marco Cecchinato        | Diego Schwartzman       | 6–1, 6–2                     |
| 2020    | Casper Ruud             | Pedro Sousa             | 6–1, 6–4                     |
| 2021    | Diego Schwartzman       | Francisco Cerúndolo     | 6–1, 6–2                     |
| 2022    | Casper Ruud (2)         | Diego Schwartzman       | 5–7, 6–2, 6–3                |
| 2023    | Carlos Alcaraz          | Cameron Norie           | 6–3, 7–5                     |
| 2024    | Facundo Díaz Acosta     | Nicolás Jarry           | 6–3, 6–4                     |
| 2025    | João Fonseca            | Francisco Cerúndolo     | 6–4, 7–6(7–1)                |

### Čtyřhra
| Rok  | vítězové                                   | finalisté                             | výsledek                |
| ---- | ------------------------------------------ | ------------------------------------- | ----------------------- |
| 1968 | Andrés Gimeno Fred Stolle                  | Rod Laver Roy Emerson                 | 6–3, 4–6, 7–5, 6–1      |
| 1969 | Patricio Cornejo Jaime Fillol              | Roy Emerson Frew McMillan             | bez boje                |
| 1970 | Bob Carmichael Ray Ruffels                 | Željko Franulović Jan Kodeš           | 7–5, 6–2, 5–7, 6–7, 6–3 |
| 1971 | Željko Franulović Ilie Năstase             | Patricio Cornejo Jaime Fillol         | 6–4, 6–4                |
| 1972 | turnaj se nekonal                          | turnaj se nekonal                     | turnaj se nekonal       |
| 1973 | Ricardo Cano Guillermo Vilas               | Patricio Cornejo Iván Molina          | 7–6, 6–3                |
| 1974 | Manuel Orantes Guillermo Vilas (2)         | Clark Graebner Thomaz Koch            | 6–4, 6–3                |
| 1975 | Paolo Bertolucci Adriano Panatta           | Jürgen Fassbender Hans-Jürgen Pohmann | 7–6, 6–7, 6–4           |
| 1976 | Carlos Kirmayr Tito Vázquez                | Ricardo Cano Belus Prajoux            | 6–4, 7–5                |
| 1977 | Ion Țiriac Guillermo Vilas (3)             | Ricardo Cano Antonio Muñoz            | 6–4, 6–0                |
| 1978 | Chris Lewis Van Winitsky                   | José Luis Clerc Belus Prajoux         | 6–4, 3–6, 6–0           |
| 1979 | Tomáš Šmíd Sherwood Stewart                | Marcos Hocevar João Soares            | 6–1, 7–5                |
| 1980 | Hans Gildemeister Andrés Gómez             | Ángel Giménez Jairo Velasco           | 6–4, 7–5                |
| 1981 | Marcos Hocevar João Soares                 | Álvaro Fillol Jaime Fillol            | 7–6, 6–7, 6–4           |
| 1982 | Hans Kary Zoltán Kuharszky                 | Ángel Giménez Manuel Orantes          | 7–5, 6–2                |
| 1983 | turnaj se nekonal                          | turnaj se nekonal                     | turnaj se nekonal       |
| 1984 | turnaj se nekonal                          | turnaj se nekonal                     | turnaj se nekonal       |
| 1985 | Martín Jaite Christian Miniussi            | Eduardo Bengoechea Diego Pérez        | 6–4, 6–3                |
| 1986 | Loïc Courteau Horst Skoff                  | Gustavo Luza Gustavo Tiberti          | 3–6, 6–4, 6–3           |
| 1987 | Sergio Casal Tomás Carbonell               | Jay Berger Horacio De La Peña         | bez boje                |
| 1988 | Carlos Costa Javier Sánchez                | Eduardo Bengoechea José Luis Clerc    | 6–3, 3–6, 6–3           |
| 1989 | turnaj se nekonal                          | turnaj se nekonal                     | turnaj se nekonal       |
| 1992 | turnaj se nekonal                          | turnaj se nekonal                     | turnaj se nekonal       |
| 1993 | Tomás Carbonell (2) Carlos Costa (2)       | Sergio Casal Emilio Sánchez           | 6–4, 6–4                |
| 1994 | Sergio Casal (2) Emilio Sánchez            | Tomás Carbonell Francisco Roig        | 6–3, 6–2                |
| 1995 | Vince Spadea Christo van Rensburg          | Jiří Novák David Rikl                 | 6–3, 6–3                |
| 1996 | Buenos Aires Challenger                    | Buenos Aires Challenger               | Buenos Aires Challenger |
| 2000 | Buenos Aires Challenger                    | Buenos Aires Challenger               | Buenos Aires Challenger |
| 2001 | Lucas Arnold Ker Tomás Carbonell (3)       | Mariano Hood Sebastián Prieto         | 5–7, 7–5, 7–6(7–5)      |
| 2002 | Gastón Etlis Martín Rodríguez              | Simon Aspelin Andrew Kratzmann        | 3–6, 6–3, [10–4]        |
| 2003 | Mariano Hood Sebastián Prieto              | Lucas Arnold David Nalbandian         | 6–2, 6–2                |
| 2004 | Lucas Arnold Ker (2) Mariano Hood (2)      | Federico Browne Diego Veronelli       | 7–5, 6–7(2–7), 6–4      |
| 2005 | František Čermák Leoš Friedl               | José Acasuso Sebastián Prieto         | 6–2, 7–5                |
| 2006 | František Čermák (2) Leoš Friedl (2)       | Vasilis Mazarakis Boris Pašanski      | 6–1, 6–2                |
| 2007 | Sebastián Prieto (2) Martín García         | Rubén Ramírez Hidalgo Albert Montañés | 6–4, 6–2                |
| 2008 | Agustín Calleri Luis Horna                 | Werner Eschauer Peter Luczak          | 6–0, 6–7(6–8), [10–2]   |
| 2009 | Marcel Granollers Alberto Martín           | Nicolás Almagro Santiago Ventura      | 6–3, 5–7, [10–8]        |
| 2010 | Sebastián Prieto (3) Horacio Zeballos      | Simon Greul Peter Luczak              | 7–6(7–4), 6–3           |
| 2011 | Oliver Marach Leonardo Mayer               | Franco Ferreiro André Sá              | 7–6(8–6), 6–3           |
| 2012 | David Marrero Fernando Verdasco            | Michal Mertiňák André Sá              | 6–4, 6–4                |
| 2013 | Simone Bolelli Fabio Fognini               | Nicholas Monroe Simon Stadler         | 6–3, 6–2                |
| 2014 | Marcel Granollers (2) Marc López           | Pablo Cuevas Horacio Zeballos         | 7–5, 6–4                |
| 2015 | Jarkko Nieminen André Sá                   | Pablo Andújar Oliver Marach           | 4–6, 6–4, [10–7]        |
| 2016 | Juan Sebastián Cabal Robert Farah          | Iñigo Cervantes Paolo Lorenzi         | 6–3, 6–0                |
| 2017 | Juan Sebastián Cabal (2) Robert Farah (2)  | Santiago González David Marrero       | 6–1, 6–4                |
| 2018 | Andrés Molteni Horacio Zeballos (2)        | Juan Sebastián Cabal Robert Farah     | 6–3, 5–7, [10–3]        |
| 2019 | Máximo González Horacio Zeballos (3)       | Diego Schwartzman Dominic Thiem       | 6–1, 6–1                |
| 2020 | Marcel Granollers (3) Horacio Zeballos (4) | Guillermo Durán Juan Ignacio Londero  | 6–4, 5–7, [18–16]       |
| 2021 | Tomislav Brkić Nikola Ćaćić                | Ariel Behar Gonzalo Escobar           | 6–3, 7–5                |
| 2022 | Santiago González Andrés Molteni (2)       | Horacio Zeballos Fabio Fognini        | 6–1, 6–1                |
| 2023 | Simone Bolelli Fabio Fognini               | Nicolás Barrientos Ariel Behar        | 6–2, 6–4                |
| 2024 | Simone Bolelli Andrea Vavassori            | Marcel Granollers Horacio Zeballos    | 6–2, 7–6(8–6)           |
| 2025 | Guido Andreozzi Théo Arribagé              | Rafael Matos Marcelo Melo             | 7–5, 4–6, [10–7]        |

## Rekordy ATP Tour (od 1993)
| Dvouhra                  | Dvouhra | Dvouhra                                      |
| Rekord                   | Rekord  | držitelé rekordu                             |
| ------------------------ | ------- | -------------------------------------------- |
| Nejvíce titulů           | 3       | Carlos Moyà David Ferrer                     |
| Nejvíce finále           | 4       | Carlos Moyà David Ferrer                     |
| Nejvíce titulů v řadě    | 2       | David Ferrer                                 |
| Nejvíce vyhraných zápasů | 29      | Nicolás Almagro                              |
| Nejmladší vítěz          | 18 let  | João Fonseca (2025)                          |
| Nejstarší vítěz          | 31 let  | David Ferrer (2014)                          |
| Nejvýše postavený vítěz  | 2. ATP  | Gustavo Kuerten (2001) Carlos Alcaraz (2023) |
| Nejníže postavený vítěz  | 99. ATP | João Fonseca (2025)                          |
| Čtyřhra                  |         |                                              |
| Nejvíce titulů           | 4       | Horacio Zeballos                             |
| Nejvíce finále           | 6       | Horacio Zeballos                             |